# Stemma della Repubblica Centrafricana
Lo stemma della Repubblica Centrafricana (in francese Armoiries de la République centrafricaine) è il simbolo araldico ufficiale del paese africano. Introdotto nel 1958, venne successivamente modificato nel 1963.
Il primo stemma del 1958 consisteva in un semplice scudo francese moderno con i colori della bandiera nazionale disposti verticalmente.
Nel 1963 lo stemma venne modificato con un disegno più complesso: uno scudo inquartato raffigurante nel primo cantone una testa di elefante su sfondo verde, nel secondo un albero su sfondo bianco, nel terzo tre stelle su sfondo oro e nel quarto una mano rossa che tesa verso il centro su sfondo blu. Al centro dello scudo, incastonato tra i quattro cantoni, è riportato uno scudo rosso contenente un disco bianco, su cui è raffigurata una mappa dell'Africa in nero, con sovrapposta una stella dorata.
Tra gli elementi dello stemma, la mano e la stella richiamano esplicitamente il simbolo del partito MESAN, egemone nel paese dal 1949 al 1979.
Ai lati dello scudo si trovano due bandiere nazionali inclinate verso l'esterno, mentre a coronamento dell'insieme vi è un sole nascente con inscritta la data 1º dicembre 1958 (giorno della dichiarazione d'indipendenza del paese). Al di sotto dello stemma si trovano la medaglia dell'Ordre du Mérite centrafricain (principale onorificenza nazionale) ed un cartiglio riportante il motto Unité, Dignité, Travail (in francese Unità, Dignità, Lavoro); in alto invece un ulteriore cartiglio riporta la scritta ZO KWE ZO (in sango Tutte le persone sono persone, liberamente traducibile come tutti gli uomini sono uguali).
Tra il 1976 e il 1979, a seguito della modifica in senso monarchico della forma dello stato voluta da Jean-Bedel Bokassa, l'emblema fu sostituito dallo stemma dell'Impero Centrafricano. Dopo la destituzione di Bokassa e il ripristino della forma repubblicana, questo stemma venne ripristinato.

## Emblemi storici

Stemma in uso dal 1958 al 1963
Stemma dell'Impero Centrafricano, in uso dal 1976 al 1979